# Jealousy (퀸의 노래)
〈Jealousy〉는 1978년 7번째 스튜디오 음반 《Jazz》에 처음 발매된 영국의 록 밴드 퀸의 노래로, 1년 후 이 음반의 네 번째이자 마지막 싱글로 발매되었다. 이 노래는 프레디 머큐리에 의해 쓰여졌다.